# Maschinenhaus der Zeche Wallfisch
Das Maschinenhaus der Zeche Wallfisch (in neueren Publikationen auch als Zeche Walfisch bezeichnet) ist ein denkmalgeschütztes Gebäude in Witten aus der Zeit um 1850. Das Gebäude gehörte zur Zeche Wallfisch und ist heute Teil der Themenroute frühe Industrialisierung der Route der Industriekultur. Es liegt im Wittener Stadtteil Stockum/Düren, am Steinäckerweg.
Das Fördermaschinengebäude wurde aus dem in der Region häufigen Ruhrsandstein errichtet. Die zugemauerten Rundbogen-Tore sowie die Seilschlitze sind noch zu erkennen. Das Maschinenhaus ist das älteste erhaltene Tagesanlagen-Gebäude im Ruhrgebiet.

## Geschichte

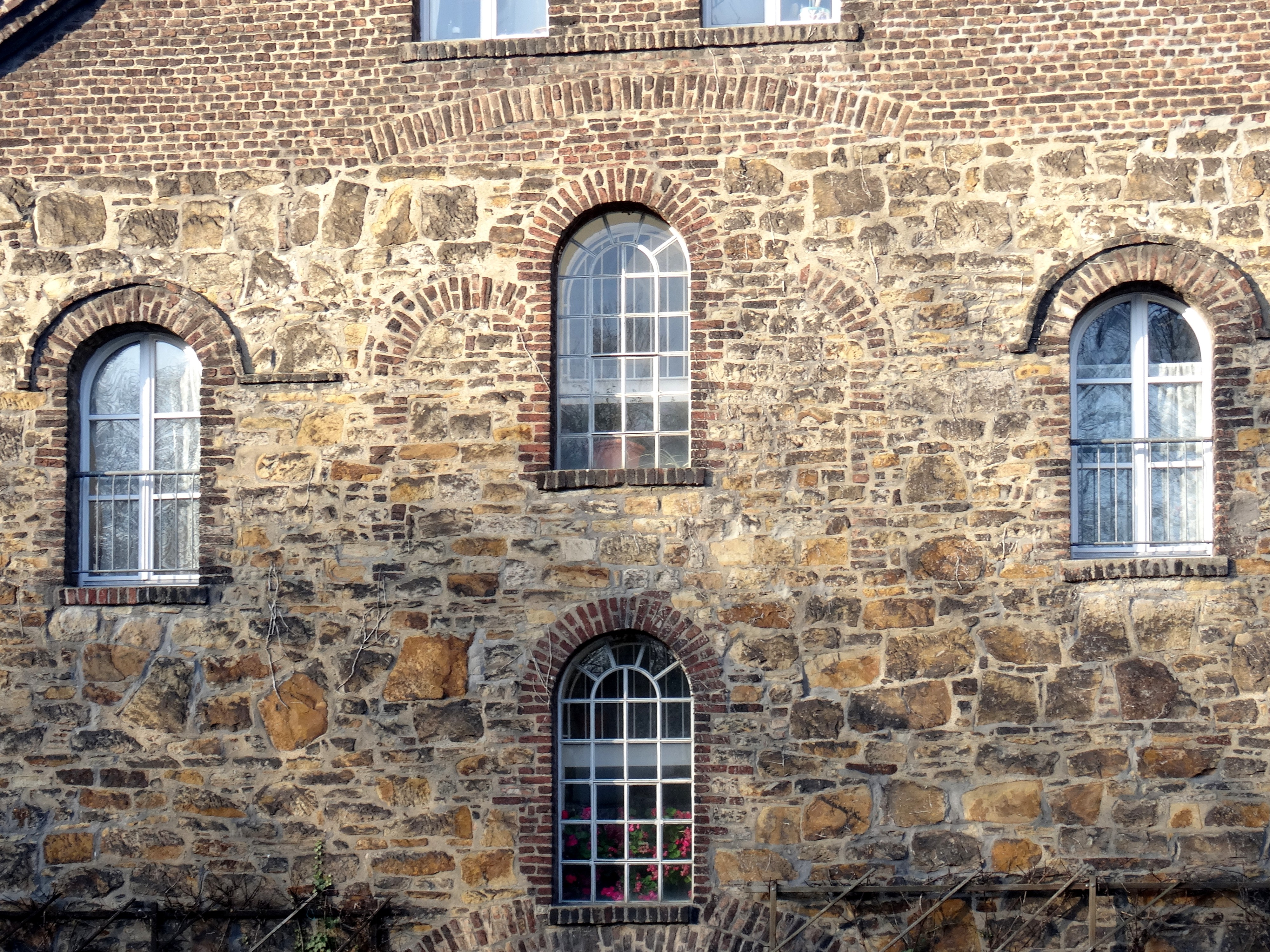
Detail der Vorderfront

Die Zeche Wallfisch wurde im August 1832 durch Zusammenschluss der Zechen Wallfischbänke, Steinbergerbank, Stephansbank zu Vereinigte Wallfisch konsolidiert. Der Bau des Maschinenhauses steht in Zusammenhang mit dem Abteufen des Schachtes Theodor in den 1850er-Jahren. Neben dem Förderschacht wurde in der Folgezeit auch ein Wasserhaltungsschacht abgeteuft, um die Grube zu entwässern. Bereits 1873 war der Bau eines zweiten Schachtes, 150 m neben dem ersten Schacht, notwendig. Er wurde 1878 als Förderschacht in Betrieb genommen. Im Jahr 1893 waren sechs Schächte in Betrieb, davon fünf Wetterschächte. Aufgrund der Erschöpfung der Lagerstätte wurde die Zeche 1894 mit Tiefbau Franziska verbunden, ein Jahr später erfolgte der Zusammenschluss mit der Zeche Vereinigte Hamburg und Franziska. Im Jahr 1896 wurde ein neuer Versuchsschacht abgeteuft, der jedoch bei 28 m Wassereinbrüche zu verzeichnen hatte. Am 31. März 1898 wurde die Förderung auf der Zeche eingestellt und der Betrieb von der Zeche Vereinigte Hamburg und Franziska übernommen.
Nach der endgültigen Stilllegung der Zeche 1925 wurde das Gebäude als Wohnhaus umgenutzt.

## Heutige Nutzung
Seit 1980 wird das umgebaute Gebäude als Privathaus genutzt. In die Liste der denkmalgeschützten Gebäude von Witten wurde das älteste noch erhaltene Maschinenhaus einer Steinkohlenzeche am 19. April 1983 eingetragen. Anfang 2013 wurde das Zeugnis des frühen Steinkohlenbergbaus in die Route der Industriekultur eingebunden.